# Vox T
A Vox T (egyéb írásmódjai Vox–T, Vox T'77, Vox Transilvaniae) egy csíkszeredai, magyar nyelven éneklő, „jellegzetesen erdélyi hangú, hangulatú” rockegyüttes volt, mely főleg erdélyi költők verseit zenésítette meg. Tagjai Székely György, Incze Pál, Hegyi András, Cserey Csaba.

## Története
1977-ben alakult meg Csíkszeredában; vezetője Székely György zenetanár, aki egy „jellegzetesen erdélyi rockstílust” kívánt kidolgozni. Több kislemezük is megjelent, majd 1978 és 1980 között a Román Televíziónál játszottak, ahol mind több saját számot írtak és koncerteket is adtak.
Zeneszövegeiket kortárs erdélyi költők (Farkas Árpád, Ferencz S. István, Balázs F. Attila, Szőcs Kálmán stb.) versei alkották. 1979-ben első díjat nyertek Krumpliföld, örökzöld számukkal a temesvári Ifjúsági zenei hétvégén. 1980-ban megzenésítették Áprily Lajos Tetőn című transzilvanista versét (mellyel első díjat nyertek az országos Fiatal Zene Fesztiválján), és a Hunyadiak emlékére is írtak egy számot, minek következtében a kommunisták felháborodtak és betiltották az együttest.
1981-ben Marosvásárhelyen újraalakultak és még három évig működtek. Ekkor készítették első és egyetlen nagylemezüket, a Dúdolót, melyet Gagyi Réka és Szilágyi Enikő énekével is rögzítettek. A zenéhez készült videóklipeket Szovátán forgatták, az albumot pedig az Electrecord állami hanglemezkiadó adta ki 1984-ben.
Az 1980-as évek végén egy rockoperát komponáltak, de a pártszervezet nem engedélyezte az előadását.